# Nancy Teed
Nancy Teed (1949-1993) est une femme d'affaires et femme politique canadienne du Nouveau-Brunswick.

## Biographie
Nancy Teed naît le 26 février 1949 à Saint-Jean, au Nouveau-Brunswick. Elle suit des études à l'Université Sainte-Marie de Halifax et à l'Université du Nouveau-Brunswick.
Conservatrice, elle est élue députée de la circonscription de Saint-Jean Sud à l'Assemblée législative du Nouveau-Brunswick le 23 octobre 1978, est réélue en 1982 et le reste jusqu'au 12 octobre 1987. Elle sera tour à tour Ministre des Services sociaux (1982-1985), Ministre de la Santé et des Services communautaires et Ministre chargée de la Commission sur l'alcoolisme et la dépendance à l'égard de la drogue (1985-1987). Elle perd son siège de député lors des élections de 1987 mais est ensuite nommée sénatrice sur avis de Brian Mulroney le 30 août 1990 et le reste jusqu'à sa mort, le 29 janvier 1993, à la suite d'un accident de voiture.